# Ko Phi
Ko Phi kis lakatlan sziget Thaiföldön, Trat tartományban, Ko Mak sziget közelében.
Ko Makról túrakajakkal megközelíthető. Ko Phinál vannak jó helyek a pipás búvárkodáshoz, a szél irányától is függően.

## Fordítás
Ez a szócikk részben vagy egészben  a   Ko Phi című angol Wikipédia-szócikk ezen változatának fordításán alapul.  Az eredeti cikk szerkesztőit annak laptörténete sorolja fel. Ez a jelzés csupán a megfogalmazás eredetét és a szerzői jogokat jelzi, nem szolgál a cikkben szereplő információk forrásmegjelöléseként.